# Rick Hemmink
Rick Hemmink (Vriezenveen, 14 februari 1993) is een Nederlands voetballer die doorgaans speelt als middenvelder. In juli 2025 verruilde hij Excelsior '31 voor VV Voorwaarts.

## Clubcarrière
Hemmink was in zijn jeugd actief bij de amateurs van VV Voorwaarts, toen hij besloot de overstap te maken naar de Voetbalacademie FC Twente. In 2012 werd hij overgeheveld naar het belofteteam, waarmee hij in het seizoen 2013/14 uitkwam in de Jupiler League. Zijn debuut maakte hij op 30 november 2013, toen er met 1-0 werd gewonnen van Sparta Rotterdam. Van coach Jan Zoutman mocht Hemmink twintig minuten voor het einde van het duel invallen voor Joey Pelupessy. FC Twente maakte in maart 2014 bekend het in juli aflopende contract van Hemmink niet te verlengen. Vanaf het seizoen 2014/15 speelde hij op amateurbasis voor Heracles Almelo. In 2016 ging hij voor Achilles '29 spelen. Daar maakte hij, halverwege het seizoen, bekend dat hij na het lopende seizoen zou stoppen met profvoetbal, om zich te richten op een carrière als boer. Hij sloot zich op amateurbasis aan bij HHC Hardenberg. Hier bleef hij vijf seizoenen spelen, voor hij de overstap maakte naar Excelsior '31. Hier vertrok hij na drie seizoenen. Hemmink keerde hierop terug naar zijn geboorteplaats om voor zijn oude club VV Voorwaarts te gaan spelen.

## Clubstatistieken
| Seizoen | Club            | Competitie     | Competitie | Competitie | Beker | Beker | Internationaal | Internationaal | Totaal | Totaal |
| Seizoen | Club            | Competitie     | Wed.       | Dlp.       | Wed.  | Dlp.  | Wed.           | Dlp.           | Wed.   | Dlp.   |
| ------- | --------------- | -------------- | ---------- | ---------- | ----- | ----- | -------------- | -------------- | ------ | ------ |
| 2013/14 | Jong FC Twente  | Eerste divisie | 5          | 0          | —     | —     | —              | —              | 5      | 0      |
| 2014/15 | Heracles Almelo | Eredivisie     | 0          | 0          | 0     | 0     | —              | —              | 0      | 0      |
| 2015/16 | Heracles Almelo | Eredivisie     | 0          | 0          | 0     | 0     | —              | —              | 0      | 0      |
| 2016/17 | Achilles '29    | Eerste divisie | 14         | 1          | 0     | 0     | —              | —              | 14     | 1      |
| 2017/18 | HHC Hardenberg  | Tweede divisie | 32         | 12         | 2     | 0     | —              | —              | 34     | 12     |
| 2018/19 | HHC Hardenberg  | Tweede divisie | 33         | 16         | 1     | 0     | —              | —              | 34     | 16     |
| 2019/20 | HHC Hardenberg  | Tweede divisie | 24         | 4          | 1     | 0     | —              | —              | 25     | 4      |
| 2020/21 | HHC Hardenberg  | Tweede divisie | 5          | 0          | 1     | 2     | —              | —              | 6      | 2      |
| 2021/22 | HHC Hardenberg  | Tweede divisie | 24         | 2          | 1     | 0     | —              | —              | 25     | 2      |
| Totaal  | Totaal          | Totaal         | 160        | 38         | 7     | 3     | 0              | 0              | 167    | 41     |

Bijgewerkt op 11 juli 2025.